# Biskupska palača u Šibeniku
Biskupska palača u Šibeniku je gotičko-renesansna građevina iz druge polovice 15.st., koja se prislanja na južni zid katedrale. Kasnijim građevinskim zahvatima izgubila je izvorni izgled. Njezina nekadašnja ljepota sačuvana je na pročelju gdje se ističe lijepa gotička trifora s grbom biskupa Jurja Šižgorića i gradskog kneza, te portal koji je izradio šibenski majstor Andrija Budčić. Kroz navedeni portal ulazi se u malo dvorište, koje je također sačuvalo dijelove nekadašnjeg gotičko-renesansnog izgleda. U sredini dvorišta, kojim dominiraju arkade s jednostavnim, stiliziranim kapitelima, nalazi se bunar. Na jednom kapitelu isklesan je reljef dvojice bradatih staraca u togama, a iznad arkada nalazi se trifora nad kojom je postavljen veliki kameni kip Sv. Mihovila, zaštitnika Šibenske biskupije. Iz dvorišta se unutarnjim, renesansno stiliziranim, portalom ulazi u palaču.

## Vanjske poveznice
|  | Zajednički poslužitelj ima još gradiva o temi Biskupska palača u Šibeniku |